# The Sun (New York City)

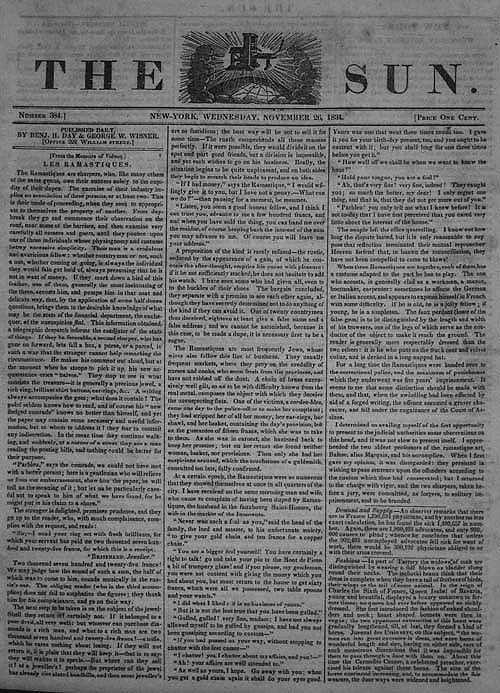
Titelblatt der Zeitung The Sun, New York, 1834

The Sun hieß eine Zeitung in New York City, die von 1833 bis 1950 publiziert wurde. Mit der gleichnamigen von 2002 bis 2008 erschienenen Zeitung bestanden keine Verbindungen.

## Entwicklung
Die ursprüngliche The Sun begann ihr Erscheinen am 3. September 1833 als Morgenzeitung (redigiert von Benjamin H. Day unter dem Slogan „Sie scheint für alle“). Eine Abendausgabe wurde im Jahr 1887 eingeführt. Die Morgenausgabe der Sun wurde im Jahr 1919 mit dem New York Herald zusammengefasst. Die Evening Sun machte bis zum 4. Januar 1950 weiter, als sie mit dem New York World-Telegram verschmolz, um ein neues Blatt zu bilden, das New York World-Telegram and Sun genannt wurde. 1966 wurde dieses Blatt Teil der New York World Journal Tribune, die ihr Erscheinen im folgenden Jahr einstellte.
2002 wurde eine neue Zeitung in New York mit dem gleichen Titel The New York Sun auf den Markt gebracht, die aber keine Verbindung zur ursprünglichen Sun hat.

## Bemerkenswerte Artikel
Die Sun wurde zuerst für ihre zentrale Rolle im großen Mondschwindel von 1835 berühmt. Als die vermeintliche Existenz von Menschen auf dem Mond sensationsheischend und öffentlichkeitswirksam enthüllt war, verkündete der Herausgeber der Sun, Benjamin Day, dass sein Blatt mit 19.360 Exemplaren die höchste Auflage aller Zeitungen weltweit habe. Viele der konkurrierenden Verleger druckten die Serie eilig nach.
Am 13. April 1844, veröffentlichte die Sun eine Extraausgabe mit einem Bericht über die Überquerung des Atlantiks von Europa nach Nordamerika in einem Heißluftballon durch den bekannten Erfinder und Ballonkonstrukteur Thomas Monck Mason in Begleitung mehrerer Personen in drei Tagen. Der Bericht war eine Sensation, große Menschenmengen belagerten das Zeitungsgebäude, um ein Exemplar zu ergattern. Es mussten mehrere Neuausgaben am selben Tag gedruckt werden, um die Nachfrage zu befriedigen. Zwei Tage später gab die Zeitung zu, dass es sich, wie bei dem Artikel von 1835, um einen Schwindel handelte: Der Autor des vermeintlichen Tatsachenberichtes war Edgar Allan Poe, der die Kurzgeschichte genau aus diesem Grunde geschrieben hatte. Sie fand als The Ballon Hoax (Der Ballon-Schwindel) Eingang in sein Werk.
Heute ist sie wohlbekannt für den Leitartikel von 1897 „Gibt es einen Weihnachtsmann?“ (im englischsprachigen Raum meistens erwähnt als “Yes, Virginia, there is a Santa Claus”), geschrieben von Francis Pharcellus Church.
John B. Bogart, Lokalredakteur der Sun zwischen 1873 und 1890, formte, was möglicherweise die am häufigsten zitierte Definition journalistischen Bestrebens ist: „Wenn ein Hund einen Mann beißt, ist das keine Nachricht, weil es so häufig geschieht. Aber wenn ein Mann einen Hund beißt, ist das eine Nachricht“. (Dieses Zitat wird häufig Charles Anderson Dana, Sun-Herausgeber und Teilhaber zwischen 1868 und 1897, zugeschrieben). 1947–48 charakterisierte die Sun in einer bahnbrechenden Serie von Artikeln durch Malcolm Johnson „Crime on the Waterfront“ (etwa „Verbrechen im Uferbereich“), die den Pulitzer-Preis für lokale Berichte 1949 gewann. Die Reihe diente als Grundlage für den Film im Jahr 1954 On the Waterfront.

## Sonstiges
Im Jahr 1868 stellte die New York Sun ihre erste Reporterin, Emily Verdery Bettey, an. Der Zeitungskopf der ursprünglichen Sun ist sichtbar in einer Montage von Zeitungsausschnitten in einer Szene des Filmes „Der Pate“ von 1972.